# Monotone Grapheigenschaft
Als monotone Grapheigenschaft oder monotone Grapheneigenschaft bezeichnet man in der Graphentheorie eine Eigenschaft von Graphen, die für jeden Teilgraphen eines Graphen gilt, sobald der Graph selbst diese Eigenschaft hat.

## Beispiele monotoner Eigenschaften
- Planarität
- Bipartitheit
- Dreiecksfreiheit

## Eigenschaften
Nach dem Satz von Bollobás besitzt jede monotone Grapheneigenschaft eine Schwellenfunktion.